# A. J. Foyt Enterprises
A. J. Foyt Enterprises est une écurie de sport automobile dirigé par l'ancien pilote A. J. Foyt, qui évolue dans le championnat IndyCar Series
Santino Ferrucci et Sting Ray Robb sont les pilotes en 2024.

## Pilotes qui ont couru pour A. J. Foyt Enterprises

### Championnat National USAC National
- A. J. Foyt (1965–1979)
- Al Unser (1965)
- George Snider (en) (1966, 1969–1970, 1972–1974, 1978)
- Joe Leonard (1967)
- Jim Hurtubise (1967)
- Jim McElreath (1968, 1970)
- Carl Williams (en) (1968)
- Roger McCluskey (en) (1969)
- Donnie Allison (en) (1970–1971)
- Sam Sessions (1972, 1974)
- Rick Muther (en) (1975)
- Bill Vukovich II (1977)

### CART
- A. J. Foyt (1979–1993)
- George Snider (en) (1980, 1983–1987, 1992)
- Johnny Rutherford (1984, 1988)
- Chip Ganassi (en) (1985)
- Sammy Swindell (en) (1986)
- Stan Fox (1987–1988)
- Davy Jones (1987, 1994)
- Rocky Moran (en) (1988–1989)
- Mike Groff (en) (1991–1992)
- Bernard Jourdain (en) (1991)
- Al Unser, Sr. (1991)
- Jeff Andretti (1992)
- Jon Beekhuis (en) (1992)
- Brian Bonner (en) (1992)
- Pancho Carter (1992)
- Gregor Foitek (1992)
- Ross Cheever (1992)
- Robby Gordon (1993)
- John Andretti (1993–1994)
- Davy Jones (1994)
- Bryan Herta (1994)
- Eddie Cheever (1994–1995)
- Fredrik Ekblom (1995)
- Scott Sharp (1995)
- Brian Till (en) (1995)

### INDYCAR
- Marco Greco (en) (1996)
- Mike Groff (en) (1996)
- Davey Hamilton (1996–1997)
- Scott Sharp (1996–1997)
- Paul Durant (en) (1997)
- Billy Boat (1997–2000)
- Greg Ray (1998, 2001–2002)
- Kenny Bräck (1998–1999)
- Robbie Buhl (1999)
- Jeff Ward (2000)
- Eliseo Salazar (2000–2002)
- Robby Gordon (2001)
- Donnie Beechler (en) (2001–2002)
- Richie Hearn (2002)
- Airton Daré (en) (2002–2003)
- A. J. Foyt IV (2003–2005, 2009)
- Shigeaki Hattori (en) (2003)
- Larry Foyt (2004–2006)
- Jeff Bucknum (2005–2006)
- Felipe Giaffone (2005–2006)
- Al Unser Jr. (2007)
- Darren Manning (2007–2008)
- Ryan Hunter-Reay (2009)
- Paul Tracy (2009)
- Vítor Meira (2009–2011)
- Mike Conway (2012)
- Takuma Sato (2013–2016)
- Conor Daly  (2013, 2017)
- Martin Plowman  (2014)
- Jack Hawksworth (2015–2016)
- Alex Tagliani (2015–2016)
- Carlos Muñoz (2017)
- Zach Veach (en) (2017)
- Tony Kanaan (2018–2020)
- Matheus Leist (en) (2018–2019)
- Sébastien Bourdais (2020-2021)
- Dalton Kellett (en) (2020-2022)
- Charlie Kimball (2020-2021)
- J.R. Hildebrand (2021-2022)
- Tatiana Calderon (2022)
- Kyle Kirkwood (2022)
- Santino Ferrucci (2023-Présent)
- Benjamin Pedersen (en) (2023)
- Sting Ray Robb (en) (2024-Présent)

### NASCAR

#### Cup Series
- A. J. Foyt (1973–1974, 1977–1990, 1994)
- Johnny Rutherford (1977)
- Ron Hutcherson (en) (1978)
- Don Whittington (1980)
- Tracy Leslie (en) (1989)
- Mike Chase (en) (1991)
- Mike Bliss (2000)
- Rick Mast (en) (2000)
- Dick Trickle (en) (2000)
- Ron Hornaday (en) (2001)
- Stacy Compton (en) (2002)
- P. J. Jones (en) (2002)
- Mike Wallace (racing driver) (en) (2002)
- Larry Foyt (2003–2004)

#### Grand National Series
- Larry Foyt (2001–2002)
- Mark Green (en) (2001)
- David Starr (racing driver) (en) (2001)

#### Truck Series
- Joe Bessey (en) (1997)
- Ken Schrader (1997)

### USAC Silver Crown
- Josh Wise (2006)
- Tracy Hines (en) (2007)
- Pablo Donoso (en) (2007)